# Liste von Persönlichkeiten der Stadt Neumünster
Die Liste von Persönlichkeiten der Stadt Neumünster führt Söhne und Töchter der Stadt, die Ehrenbürger, weitere mit der schleswig-holsteinischen Stadt Neumünster in Verbindung stehende Personen sowie deren Amtmänner auf.

## Söhne und Töchter der Stadt
- Nikolaus Bustorp (v. 1470 – 1540), Theologe
- Joachim Oporin (1695–1753), evangelischer Theologe
- Caspar Friedrich Lange (1722–1758), evangelisch-lutherischer Geistlicher, Pädagoge und Bibliothekar
- Johann Georg Fock (1757–1835), evangelisch-lutherischer Theologe
- Detlev Anton Renck (1809–1867), holsteinischer Kaufmann und Politiker
- Wilhelm Harbeck (1862–1945), Kommunalbeamter in Altona
- Christian Bruhn (1865–1927), Mediziner und Sanitätsrat
- Adolf Wallichs (1869–1959), erster Leiter des Werkzeugmaschinenlabors und Rektor der RWTH Aachen
- Heinrich Thon (1872–1939), Verwaltungsjurist und Oberpräsident der preußische Provinz Schleswig-Holstein
- Max Mohr (1884–1966), Generalmajor der Luftwaffe
- Emma Streit (1886–1939), Malerin
- Marie Schmelzkopf (1887–1966), Politikerin (SPD)
- Walter Bartram (1893–1971), Politiker (CDU), Ministerpräsident von Schleswig-Holstein 1950–1951, MdB 1952–1957
- Hans Schnoor (1893–1976), Musikwissenschaftler und Musikkritiker
- Richard Blunck (1895–1962), Schriftsteller und Biograf[1]
- Hans Blöcker (1898–1988), Politiker (CDU), MdB, MdL (Schleswig-Holstein)
- Ernst Biberstein (1899–1986), ev. Pastor, NSDAP-Mitglied, SS-Obersturmbannführer, Chef des Einsatzkommandos 6 der Einsatzgruppe C in Rostow am Don, Russland, verurteilt wg. Ermordung von ca. 2000 bis 3000 Juden.
- Walter Asmus (1903–1996), Erziehungswissenschaftler und Hochschullehrer
- Alfred Gleiss (1904–1997), Jurist und Buchautor
- Fritz C. Mauch (1905–1940), Filmeditor
- Anne Dittmer (1906–1964), Malerin und Buchillustratorin
- Helmut Johannsen (1908–1994), Zahnarzt sowie SS-Obersturmbannführer und Chefzahnarzt im Konzentrationslager Buchenwald
- Willi Ferdinand Fischer (1910–1981), Dichter und Schriftsteller
- Eduard Müller (1911–1943), katholischer Priester, Märtyrer
- Annemarie Auer (1913–2002), Schriftstellerin
- Gerhard Wessel (1913–2002), Berufssoldat, Präsident des Bundesnachrichtendienstes 1968–1978
- Herbert Martin Hagen (1913–1999), SS-Sturmbannführer und Leiter des Judenreferates
- Jens Rohwer (1914–1994), Komponist und Musikwissenschaftler
- Horst Mittelstaedt (1923–2016), Biologe Kybernetiker und Hochschullehrer
- Günther Schmidt (1924–2013), Fußballspieler
- Ernst Zacharias (1924–2020), Ingenieur und Erfinder von Musikinstrumenten (u. a. Hohner Clavinet)
- Christa Meves (* 1925), Schriftstellerin und Kinder- und Jugendpsychotherapeutin
- Kurt Hamer (1926–1991), Politiker (SPD), 1975–1987 Vizepräsident des Landtages, danach Grenzlandbeauftragter des Landes Schleswig-Holstein
- Uwe Bangert (1927–2017), Maler und Graphiker
- Alfred Puck (1927–2021), Ingenieur und Hochschullehrer
- Günther Klemm (* 1929), Fußballspieler
- Manfred Emcke (* 1933), Industriemanager und Wirtschaftsberater
- Baldur Köster (* 1933), Architekt
- Bodo Schümann (1937–2023), Pädagoge, Theologe und Politiker (SPD)
- Uwe M. Schneede (* 1939), Kunsthistoriker und langjähriger Direktor der Hamburger Kunsthalle und des Kunstvereins in Hamburg
- Horst Beyer (1940–2017), Leichtathlet (Zehnkämpfer)
- Dietrich Eggert (1940–2022), Psychologe
- Hans-Christian Siebke (1940–2023), Politiker (CDU)
- Peter Weiland (1940–2014), Boxer, EBU-Europameister 1969, Deutscher Meister Schwergewicht 1968
- Detlev Blanke (1941–2016), Hochschullehrer für Interlinguistik an der Humboldt-Universität Berlin
- Edit Buchholz (1941–2024), Sportlerin (Tischtennis), dreifache deutsche Meisterin und zweifache Mannschafts-Europameisterin
- Peter Köll (1941–2008), Chemiker, Professor an der Carl-von-Ossietzky-Universität Oldenburg
- Ingrid Becker (1943–2004), Kunsterzieherin, Malerin und Zeichnerin
- Volker Storch (* 1943), Zoologe, Professor an der Universität Heidelberg
- Jens Johler (* 1944), Schriftsteller
- Eckhard Cordes (* 1950), Manager
- Klaus-Dieter Müller (* 1951), Medien- und Politikwissenschaftler sowie Politiker (SPD)
- Bernd Rohwer (* 1951), Politiker (SPD), Wirtschaftsminister von Schleswig-Holstein (2000–2005)
- Jürgen Zichnowitz (* 1951), Autor von Reiseliteratur
- Georg Witschel (* 1954), Diplomat
- Karsten Podlesch (* 1955), Radsportler
- Ulrich Mell (* 1956), Hochschullehrer und Theologe
- Werner Barg (* 1957), Autor und Filmproduzent
- Sabine Kaack (* 1958), Schauspielerin
- Michael Simon (* 1958), Theaterregisseur
- Ulf Erdmann Ziegler (* 1959), Schriftsteller
- Heinrich Detering (* 1959), Literaturwissenschaftler und Lyriker
- Kai Frölich (* 1960), Biologe, Tierarzt und Hochschullehrer
- Meike Winnemuth (* 1960), Journalistin, Autorin
- Thomas Mohr (* 1961), Opern- und Konzertsänger, Gesangsprofessor
- Bernd Schütt (* 1961), General der Bundeswehr
- Olaf Simons (* 1961), Historiker
- Christine Haderthauer (* 1962), Juristin und Politikerin, frühere CSU-Generalsekretärin und ehemalige Staatsministerin
- Torsten Geerdts (* 1963), Politiker (CDU), von 2009 bis 2012 Landtagspräsident des Landtages von Schleswig-Holstein
- Claus Görtz (* 1963), Bildhauer
- Wolfgang Klietz (* 1963), Historiker, Sachbuchautor und Journalist
- Lutz Mathesdorf (* 1963), Comiczeichner, Kinderbuchautor, Chefzeichner von Fix und Foxi
- Matthias Meyer-Göllner (1963–2024), Musikpädagoge, Komponist und Kinderliedermacher
- Heiko Buhr (* 1964), Schriftsteller
- Inga Persson (* 1964), Schriftstellerin von Regionalkrimis
- Ulf Kaack (* 1964), Autor, Journalist und Fotograf
- Hans-Dieter Nägelke (* 1964), Kunsthistoriker und Kurator
- Hauke Göttsch (* 1965), Landtagsabgeordneter (CDU)
- Bettina Kähler (* 1965), Politikerin, Mitglied der Hamburgischen Bürgerschaft, Unternehmerin
- Hedda zu Putlitz (* 1965), Mountainbikerin, Olympiateilnehmerin
- Wolf Rüdiger Fehrs (* 1966), Politiker (CDU)
- Birgit Bockmann (* 1966), Schauspielerin und Theaterregisseurin
- Matthias Bruhn (* 1966), Kunsthistoriker und Hochschullehrer
- Barbara Goldstein (1966–2014), Schriftstellerin
- Svenja Schlicht (* 1967), Schwimmerin
- Kerstin Protz (* 1968), Krankenschwester, Dozentin, Fachautorin und Versorgungsforscherin
- Jens Schwedler (* 1968), Radsportler
- Matthias Stührwoldt (* 1968), niederdeutscher Schriftsteller
- Tommy Dunker (1969–2024), Speedway- und Langbahn-Rennfahrer
- Nils Langer (* 1969), Germanist, Soziolinguist und Hochschullehrer
- Torsten Haß (* 1970), Bibliothekar und Schriftsteller
- Björn Vosgerau (* 1970), Filmproduzent
- Stefan Schnoor (* 1971), Fußballspieler
- Axel Bernstein (1974–2017), Politiker (CDU)
- Arne Landgraf (* 1977), ehemaliger Ruderer und Gymnasiallehrer
- Timo Hartmann (* 1981), Herpetologe
- Hannes Drews (* 1982), Fußballtrainer
- Ramona Dempsey (* 1983), Schauspielerin
- Felix Raffel (* 1983), Pianist und Filmkomponist
- C. R. Scott (* 1984), Schriftstellerin
- Tim Siedschlag (* 1987), Fußballspieler
- Angelina Kirsch (* 1988), Model und Moderatorin
- Kai-Fabian Schulz (* 1990), Fußballspieler
- Jessica Rusch (* 1992), Schauspielerin
- Aminata Touré (* 1992), Politikwissenschaftlerin, Philologin und Politikerin (Bündnis 90/Die Grünen)
- Malin Steffen (* 1993), Schauspielerin
- Alexander Brunst (* 1995), Fußballspieler
- Bjarne Geiss (* 1997), Badmintonspieler
- Meret Felde (* 1999), Fußballspielerin

## Ehrenbürger
Die Stadt Neumünster führt vier Personen als Ehrenbürger:
1. Otto von Bismarck. Gemäß Magistratsbeschluss vom 28. Mai 1895 wurde Otto von Bismarck zum Ehrenbürger ernannt.
2. Detlef Sievers († 17. Februar 1920) war seit 1872 Stadtverordneter, seit 1878 Stadtrat und seit 1900 als Beigeordneter der Stadtverwaltung tätig. 1910 wurde er zum Ehrenbürger ernannt.
3. Karl Feldmann wurde am 16. Januar 1963 von der damals noch eigenständigen Gemeinde Einfeld mit dem Ehrenbürgerrecht ausgezeichnet.
4. Paul Osterhof (* 16. Juni 1895 in Neumünster; † 29. Januar 1980) wurde das Ehrenbürgerrecht im Jahre 1977 aufgrund seiner Verdienste als Mäzen verliehen. Er spendete unter anderem 100.000 DM für kulturelle Zwecke und gründete an der Holstenschule einen Fonds zur Unterstützung von in Not geratenen Schülern und finanzierte eine Reihe von städtischen Aufträgen. Der Osterhofpark geht auf eine von ihm eingerichtete Stiftung zurück.[2]

## Weitere Persönlichkeiten
- Vizelin (* um 1090–1154), Bischof von Oldenburg, Missionar der Slawen, gründete das namengebende Augustiner-Chorherrenstift und starb dort
- Joachim Beccau (1690–1754), Dichter und Opernlibrettist, Rektor in Neumünster
- Caspar von Saldern (1711–1786), Politiker aus Holstein, lebte und starb in Neumünster
- Friedrich Franz Hasselmann (1713–1784), seit 1736 Pastor in Neumünster, ab 1766 Generalsuperintendent des herzoglichen Anteils von Holstein
- Hans Roß (1873–1922), Architekt, ab 1901/1902 in Neumünster
- Linny Claudius (1876–1952), Frauenrechtlerin, Lehrerin und Politikerin
- Hans Fallada (1893–1947), Reporter und Schriftsteller, lebte um 1930 in Neumünster
- Georg Fuhg (1898–1976), Bildhauer und Töpfer, lebte und starb in Neumünster
- Hermann Marsian (1902–1970), Textilfabrikant
- Irmgard Mastaglio-Behrendt (1905–1990), Malerin
- Hans Henning Holm (1908–1977), Niederdeutscher Schriftsteller und Dramatiker; verfasste seine Erinnerungen „Damals in Neumünster“
- Anni Wadle (1909–2002), Kommunistin und Widerstandskämpferin gegen den Nationalsozialismus
- Herbert Gerisch (1922–2016), Politiker (CDU), Ratsmitglied in Neumünster und Landtagsabgeordneter; Unternehmer und Kunstmäzen in Neumünster
- Jürgen Oldenburg (1926–1991), Politiker (SPD), Mitglied des Stadtrats und Landtagsabgeordneter
- Klaus Murmann (1932–2014), Präsident der Bundesvereinigung der Deutschen Arbeitgeberverbände (1986–1996), Unternehmer in Neumünster
- Rudolf Johna (1933–2014), SPD-Landtagsabgeordneter, Ratsmitglied in Neumünster und stellvertretender Stadtpräsident (1975–1979)
- Ludwig Haas (1933–2021), Schauspieler, lebte in Neumünster
- Klaus Haller (1936–2020), Politiker (CDU), Ratsmitglied in Neumünster und Landtagsabgeordneter
- Gerd Helbig (1939–2025), ZDF-Journalist, langjähriger Moderator des auslandsjournals und Leiter der ZDF-Studios in Washington und Brüssel, besuchte die Holstenschule
- Kajo Schommer (1940–2007), Politiker (CDU), ehemaliger Dezernent für Wirtschaft, Verkehr und Liegenschaften der Stadt Neumünster, später sächsischer Wirtschaftsminister (1990–2002)
- Dirk Sager (1940–2014), Fernsehjournalist, besuchte die Holstenschule
- Rainer Podlesch (* 1944), ehemaliger deutscher Radrennfahrer und heutiger Trainer, er verbrachte seine Jugend in Neumünster
- Uwe Döring (* 1946), Politiker (SPD), ehemaliger Minister für Justiz, Arbeit und Europa des Landes Schleswig-Holstein (2005–2009), lebt in Neumünster
- Jörg Ziercke (* 1947), Präsident des Bundeskriminalamtes, 1979–1981 Leiter der Kripo Neumünster
- Kurt Schulzke (1950–2017), Maler und Musiker, lebte zuletzt in Neumünster
- Angelika Beer (* 1957), Politikerin (ehemals Bündnis 90/Die Grünen, seit 2012 Piratenpartei), lebt in Neumünster
- Kirsten Eickhoff-Weber (* 1960), Politikerin (SPD), Landtagsabgeordnete, lebt in Neumünster
- Ingbert Liebing (* 1963), Politiker (CDU), Bundestagsabgeordneter, von November 2014 bis Oktober 2016 Landesvorsitzender der CDU in Schleswig-Holstein
- Kirsten Bruhn (* 1969), Schwimmerin, lebte in Neumünster, zehnmalige Sportlerin des Jahres
- Eike Duckwitz (* 1980), Hockeyspieler, Hockey-Weltmeister 2006, begann seine Karriere beim THC Neumünster
- Mona Barthel (* 1990), WTA-Tennisspielerin, lebt in Neumünster

## Amtmänner zu Neumünster
- Tideke von Wittorf (1451–1464)
- Detlev von Wittorf (1464–1495)
- Joachim von Wittorf (1495–1532)
- Jasper von Wittorf (1532–1564)
- Caspar von Saldern (1744)
- Peter von Sievers (1792–1839)
- Josias Friedrich Ernst von Heintze-Weissenrode (1846–1848)
- Graf Cay Lorenz von Brockdorff (1848–1852)